# 朱寵濱
宜城懿定王朱宠滨（1491年—1536年），明朝宜城怀靖王朱恩铣嫡长子。

## 生平
弘治九年（1496年）正月赐名。
正德十三年（1518年），朱恩铣去世。嘉靖元年（1522年）十月，明世宗御奉天殿传诏遣太子太傅成國公朱輔等為正使，太常寺寺丞吳大田等為副使，冊封朱宠滨袭爵。
嘉靖十五年（1536年），朱宠滨去世。嘉靖十八年（1539年）十二月，世宗遣使冊封朱宠滨的嫡长子朱致棖袭封宜城王。

## 评价
- 《弇山堂别集》卷072：温柔賢善，純行不爽。